# Драгињан
Драгињан (фр. Draguignan) насеље је и општина у Француској у региону Прованса-Алпи-Азурна обала, у департману Вар која припада префектури Драгињан.
По подацима из 2011. године у општини је живело 37.501 становника, а густина насељености је износила 648 | становника/km². Општина се простире на површини од 53,7 km². Налази се на средњој надморској висини од 181 m метара (максималној 603 m, а минималној 153 m m).

## Демографија
| 1962.  | 1968.  | 1975.  | 1982.  | 1990.  | 2011.  |
| ------ | ------ | ------ | ------ | ------ | ------ |
| 14.522 | 18.376 | 21.448 | 26.667 | 30.183 | 37.501 |

График промене броја становника у току последњих година